# Craterostigma
Craterostigma là một chi thực vật có hoa trong họ Linderniaceae.

## Phân bố
Các loài này chủ yếu có ở vùng nhiệt đới và miền nam châu Phi, với một ít loài có tại châu Á (tiểu lục địa Ấn Độ, Đông Nam Á, miền nam Trung Quốc).

## Các loài
Danh sách loài lấy theo Plants of the World Online. Do các loài mô tả trước năm 2014 từng có thời được gộp trong chi Lindernia nên trong bài bổ sung thêm danh pháp đồng nghĩa trong Lindernia để tạo thuận tiện cho việc tra cứu. 
- Nhóm Craterostigma plantagineum (truyền thống xếp trong Craterostigma)
  - Craterostigma alatum Hepper, 1987: Kenya.
  - Craterostigma hirsutum S.Moore, 1900: Ethiopia, Kenya, Malawi, Mozambique, Rwanda, Tanzania, Uganda, Zimbabwe.
  - Craterostigma lanceolatum (Engl.) Skan, 1906: Kenya, Malawi, Rwanda, Tanzania, Uganda, Zambia, Zaïre, Zimbabwe.
  - Craterostigma longicarpum Hepper, 1987: Nam Ethiopia, Kenya, bắc Tanzania, Uganda.
  - Craterostigma newtonii (Engl.) Eb.Fisch., Schäferh. & Kai Müll., 2013 (đồng nghĩa: L. newtonii): Angola, Cộng hòa Trung Phi, Ethiopia, Kenya, Malawi, Mozambique, Nigeria, Rwanda, Sudan, Tanzania, Togo, Uganda, Zambia, Cộng hòa Dân chủ Congo, Zimbabwe.
  - Craterostigma plantagineum Hochst., 1841: Angola, Botswana, Burkina, Burundi, Chad, Eritrea, Ethiopia, Ấn Độ, Kenya, Namibia, Niger, Nam Phi (các tỉnh bắc, KwaZulu-Natal), Rwanda, Somalia, Sudan, Tanzania, Uganda, Yemen, Zambia, Cộng hòa Dân chủ Congo, Zimbabwe.
  - Craterostigma pumilum Hochst., 1841: Botswana, Eritrea, Ethiopia, Kenya, Oman, Saudi Arabia, Socotra, Somalia, Sudan, Tanzania, Uganda, Yemen, Zambia, Zimbabwe.
  - Craterostigma purpureum Lebrun & L.Touss., 1943 (đồng nghĩa: L. purpurea): Đông Cộng hòa Dân chủ Congo, tây Burundi.
  - Craterostigma smithii S.Moore, 1900: Ethiopia, Kenya, Rwanda, Somalia, tây bắc Tanzania.
  - Craterostigma stuhlmannii (Engl.) Eb.Fisch., Schäferh. & Kai Müll., 2013 (đồng nghĩa: Lindernia stuhlmannii): Bắc Tanzania.
  - Craterostigma wilmsii Engl., 1898: Nam Phi (các tỉnh bắc, Free State).
- Nhóm Craterostigma abyssinicum (mở rộng, chuyển từ Lindernia)
  - Craterostigma abyssinicum (Engl.) Eb.Fisch., Schäferh. & Kai Müll., 2013 (đồng nghĩa: L. abyssinica): Cameroon, Ethiopia, Kenya, Nigeria, Sudan, Tanzania, Uganda.
  - Craterostigma angolense (Skan) Eb.Fisch., Schäferh. & Kai Müll., 2013 (đồng nghĩa: L. angolensis): Angola.
  - Craterostigma engleri Eb.Fisch., Schäferh. & Kai Müll., 2013 (đồng nghĩa: L. welwitschii): Angola.
  - Craterostigma gossweileri (S.Moore) Eb.Fisch., Schäferh. & Kai Müll., 2013 (đồng nghĩa: L. scapoidea): Angola.
  - Craterostigma kigomense (Eb.Fisch.) Eb.Fisch., Schäferh. & Kai Müll., 2013 (đồng nghĩa: L. kigomensis): Tanzania.
  - Craterostigma lindernioides E.A.Bruce, 1933 (đồng nghĩa: Lindernia lindernioides): Đông Uganda to Tanzania.
  - Craterostigma niamniamense (Eb.Fisch. & Hepper) Eb.Fisch., Schäferh. & Kai Müll., 2013 (đồng nghĩa: L. niamniamensis): Nam Sudan, Uganda.
  - Craterostigma nummulariifolium (D.Don) Eb.Fisch., Schäferh. & Kai Müll., 2013 (đồng nghĩa: L. nummulariifolia): Angola, Burundi, Cameroon, Cộng hòa Trung Phi, Ethiopia, Gabon, Bờ Biển Ngà, Kenya, Liberia, Madagascar, Malawi, Mozambique, Nigeria, Rwanda, Sierra Leone, Sudan, Tanzania, Uganda, Zambia, Cộng hòa Dân chủ Congo, Zimbabwe. Du nhập Fiji.
  - Craterostigma pusillum (Engl.) Eb.Fisch., Schäferh. & Kai Müll., 2013 (đồng nghĩa: L. acicularis): Burundi, Rwanda, tây bắc Tanzania.
  - Craterostigma sessiliflorum (Benth.) Y.S.Liang & J.C.Wang, 2016[3] (tách từ L. nummulariifolia, đồng nghĩa: L. nummulariifolia var. sessilis, L. chinensis, L. sessiliflora): Tiểu lục địa Ấn Độ đến Đông Himalaya, Trung Quốc và Đông Dương và Java. Ấn Độ, Bangladesh, Trung Quốc (bắc trung, nam trung, đông nam), Đông Himalaya, Indonesia (Java), Malaysia, Myanmar, Nepal, Pakistan, Sri Lanka, Thái Lan, Việt Nam. Tên gọi tiếng Việt: Lữ đằng đồng tiền, răng cưa lá rộng.
  - Craterostigma sudanicum (Eb.Fisch. & Hepper) Eb.Fisch., Schäferh. & Kai Müll., 2013 (đồng nghĩa: L. sudanica): Nam Sudan (dãy núi Imatong).
  - Craterostigma syncerus (Seine, Eb.Fisch. & Barthlott) Eb.Fisch., Schäferh. & Kai Müll., 2013 (đồng nghĩa: L. syncerus): Zimbabwe.
  - Craterostigma tanzanicum Eb.Fisch., Schäferh. & Kai Müll., 2013 (đồng nghĩa: Lindernia longicarpa): Đông bắc Tanzania.
  - Craterostigma yaundense (S.Moore) Eb.Fisch., Schäferh. & Kai Müll., 2013 (đồng nghĩa: L. yaundensis): Cameroon.
- Mô tả mới:
  - Craterostigma loitense I.Darbysh. & Eb.Fisch., 2017[4]: Kenya.